# 流纹英安岩

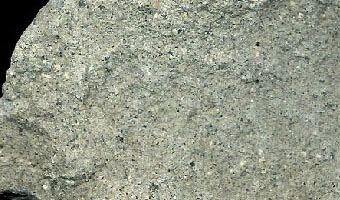
採集自斯洛伐克的流纹英安岩樣本

流纹英安岩是一种组成上介于英安岩和流纹岩之间的喷出性火山岩。与之对应的侵入岩是花岗闪长岩。流纹英安岩常见的组成矿物为隐晶质到玻璃质的富钠斜长石、透长石、石英、黑云母或角闪石。流纹英安岩是一种富硅的岩石，常存在于普林尼式喷发火山碎屑沉积中。